# Festuca wolgensis
Festuca wolgensis är en gräsart som beskrevs av Pavel Aleksandrovich Smirnov. Festuca wolgensis ingår i släktet svinglar, och familjen gräs. Inga underarter finns listade i Catalogue of Life.